# 蘇培凱
蘇培凱（1999年11月2日—）為臺灣男子籃球運動員，現效力於台灣職業籃球大聯盟新北國王。蘇培凱國小就讀北投國小，自新民國中畢業後前往美國就讀西維吉尼亞基督教學院，大學為了減輕家中經濟壓力返回臺灣入讀國立臺灣藝術大學。2023年7月11日，蘇培凱在P. LEAGUE+新人選秀會第一輪第五順位獲得新北國王青睞。7月28日，新北國王宣布與蘇培凱完成簽約。

## 外部連結
- 蘇培凱在fiba.basketball（英语）
- 蘇培凱在P. LEAGUE+官網
- 蘇培凱在台灣職業籃球大聯盟官網
- 蘇培凱在Eurobasket.com（球員）（英语）
- 蘇培凱在Flashscore（英语）